# Neoodes
Nanodiodes piceus es una  especie de coleóptero adéfago de la familia Carabidae y el único miembro del género monotípico Neoodes.